# George Sampson
George William Sampson (né le 29 juin 1993) est un danseur de rue de Warrington, en Angleterre, il a commencé à danser à l’âge de 6 ans dans les rues de sa ville natale et au Manchester City Centre, attirant la foule lorsqu’il dansait sur Market Street. Il fut le vainqueur de la deuxième série de Britain's Got Talent le 31 mai 2008, âgé seulement de 14 ans. Comme prix de la compétition, il reçut 100 000 £ et l'occasion de danser à la Royal Variety Performance 2008, devant le prince Charles, au London Palladium le 11 décembre.
Malgré ses apparitions dans de nombreux DVD et productions de théâtre, il fut lâché par Simon Cowell en 2009, pas assez commercialisable à son goût.

## Britain's Got Talent
Saison 2007
En 2007, Sampson décida de participer à la première audition après qu'un professeur de danse lui a dit qu'un concours aurait lieu dans les environs de Warrington. Cependant, il ne découvrit qu'il s'agissait de Britain's Got Talent que lorsqu'il arriva sur place. À son audition, il dansa sur Drop (Timbaland ft; Magoo & Fatman Scoop), mais malgré l'enthousiasme de Simon Cowell, il ne parvint pas à convaincre les deux autres juges, Amanda Holden et Piers Morgan, et ne put donc pas accéder aux performances live. Cette expérience le poussa à se présenter pour la saison 2008 et prouva à Holden et Morgan qu'ils avaient tort. Entre les deux saisons, il continua à s'entraîner dans les rues de Warrington pour améliorer ses performances, mais aussi pour acquérir de l'argent pour sa famille et ses cours de danse, en vue d'une future carrière.
Saison 2008
Sampson passa les premières auditions de Britain's Got Talent en dansant sur 'Rock This Party (Everybody Dance Now)', de Bob Sinclar. Il fut ensuite no 1 des votes du public lors de la demi-finale, pour sa performance sur le remix de Singin' in the Rain de Mint Royale. Il fut à nouveau no 1 du public, gagnant ainsi la finale devant le groupe de danse Signature, et Andrew Johnson. Lors de l'annonce des résultats, il fondit en larmes, sous le choc. Au départ, lors de la finale, il devait réaliser une chorégraphie sur une chanson des Bee Gees, mais d'après lui il n'aurait alors fait que « beaucoup de mouvements sans réellement faire quelque chose ». Une heure avant la finale, il commença à changer d'avis, et après avoir demandé à Simon Cowell, il décida de refaire sa précédente performance de Singin' in the Rain.
La semaine qui suivit cette performance, la version remixée de 'Singin' in the Rain' de Mint Royale fut classée numéro 1 des téléchargements en Angleterre.

## Cinéma
Il obtient le rôle de Eddie en 2010 dans le film StreetDance 3D et revient dans le même rôle en 2012 pour la suite Street Dance 2.

## Source
- (en) Cet article est partiellement ou en totalité issu de l’article de Wikipédia en anglais intitulé « George Sampson » (voir la liste des auteurs).